# Branice (Polonia)
Branice (in tedesco Branitz) è un comune rurale polacco del distretto di Głubczyce, nel voivodato di Opole.
Ricopre una superficie di 121,87 km² e nel 2004 contava 7 791 abitanti.